# جون بوزر
جون بوزر (بالإنجليزية: John Boozer)‏ هو لاعب كرة قاعدة أمريكي، ولد في 6 يوليو 1938 في كولومبيا في الولايات المتحدة، وتوفي في 24 يناير 1986 في ليكسينغتون في الولايات المتحدة بسبب لمفوما.

## وصلات خارجية
- جون بوزر على موقع دوري كرة القاعدة الرئيسي (الإنجليزية)
- جون بوزر على موقعبيزبول رفرنس.كوم (الدوري الرئيسي) (الإنجليزية)
- جون بوزر على موقعبيزبول رفرنس.كوم (الدوري الثانوي) (الإنجليزية)
- جون بوزر على موقع إي إس بي إن.كوم (أم.أل.بي) (الإنجليزية)
- جون بوزر على موقع مشجعي الرسوم البيانية (الإنجليزية)